# Дерганівка
Дерга́нівка — село в Україні, у Ружинській селищній територіальній громаді Бердичівського району Житомирської області. Населення складає 799 осіб (2001).

## Географія
Селом протікає річка Роставиця. Село розташоване у південній частині району, межує з селом Білилівка.
Через село проходить залізниця Погребище-Козятин.

## Історія
Станом на 1885 рік у колишньому власницькому селі Білилівської волості Бердичівського повіту Київської губернії мешкало 1253 особи, налічувалось 150 дворових господарств, існували православна церква, школа та постоялий будинок.
За переписом 1897 року кількість мешканців зросла до 1702 осіб (843 чоловічої статі та 859 — жіночої), з яких 1625 — православної віри.
12 червня 2020 року, відповідно до розпорядження Кабінету Міністрів України № 711-р «Про визначення адміністративних центрів та затвердження територій територіальних громад Житомирської області», територію та населені пункти Дерганівської сільської ради Ружинського району включено до складу Ружинської селищної територіальної громади Бердичівського району Житомирської області.